# Kvidinge socken
Kvidinge socken i Skåne ingick i Södra Åsbo härad, ingår sedan 1974 i Åstorps kommun och motsvarar från 2016 Kvidinge distrikt.
Socknens areal är 53,53 kvadratkilometer varav 53,16 land. År 2000 fanns här 2 429 invånare. Tommarps kungsgård, Kvidinge hed samt kyrkbyn Kvidinge med sockenkyrkan Kvidinge kyrka ligger i socknen.

## Administrativ historik
Socknen har medeltida ursprung. Kärreberga socken införlivades tidigt. 
Vid kommunreformen 1862 övergick socknens ansvar för de kyrkliga frågorna till Kvidinge församling och för de borgerliga frågorna bildades Kvidinge landskommun. Landskommunen uppgick 1974 i Åstorps kommun.
Den 1 januari 1955 överfördes till socknen från Västra Sönnarslövs socken ett område med 212 invånare och omfattande en areal av 4,52 kvadratkilometer, varav 4,49 kvadratkilometer land.
1 januari 2016 inrättades distriktet Kvidinge, med samma omfattning som församlingen hade 1999/2000.
Socknen har tillhört län, fögderier, tingslag och domsagor enligt vad som beskrivs i artikeln Södra Åsbo härad. De indelta soldaterna tillhörde Norra skånska infanteriregementet, Norra Åsbo kompani.

## Geografi
Kvidinge socken ligger nordost om Helsingborg med Rönne å i norr och Söderåsen i söder. Socknen är en odlad slättbygd med kuperad skogsbygd i söder.

## Fornlämningar
Boplatser från stenåldern är funna. Från bronsåldern finns gravhögar, gravrösen och stensättningar.

## Namnet
Namnet skrevs 1307 Qwithingi och kommer från kyrkbyn. Efterleden är inbyggarbeteckningen inge. Förleden är kvith, 'mage, kved' syftande på en terrängformation..